# Giuseppe Zocchi
Giuseppe Zocchi (Florencia, hacia 1716-17 - Florencia, 22 de junio de 1767) fue un pintor y grabador italiano, actualmente recordado en gran medida por sus paisajes urbanos en el género del vedutismo, por los que es considerado el equivalente florentino de Canaletto.

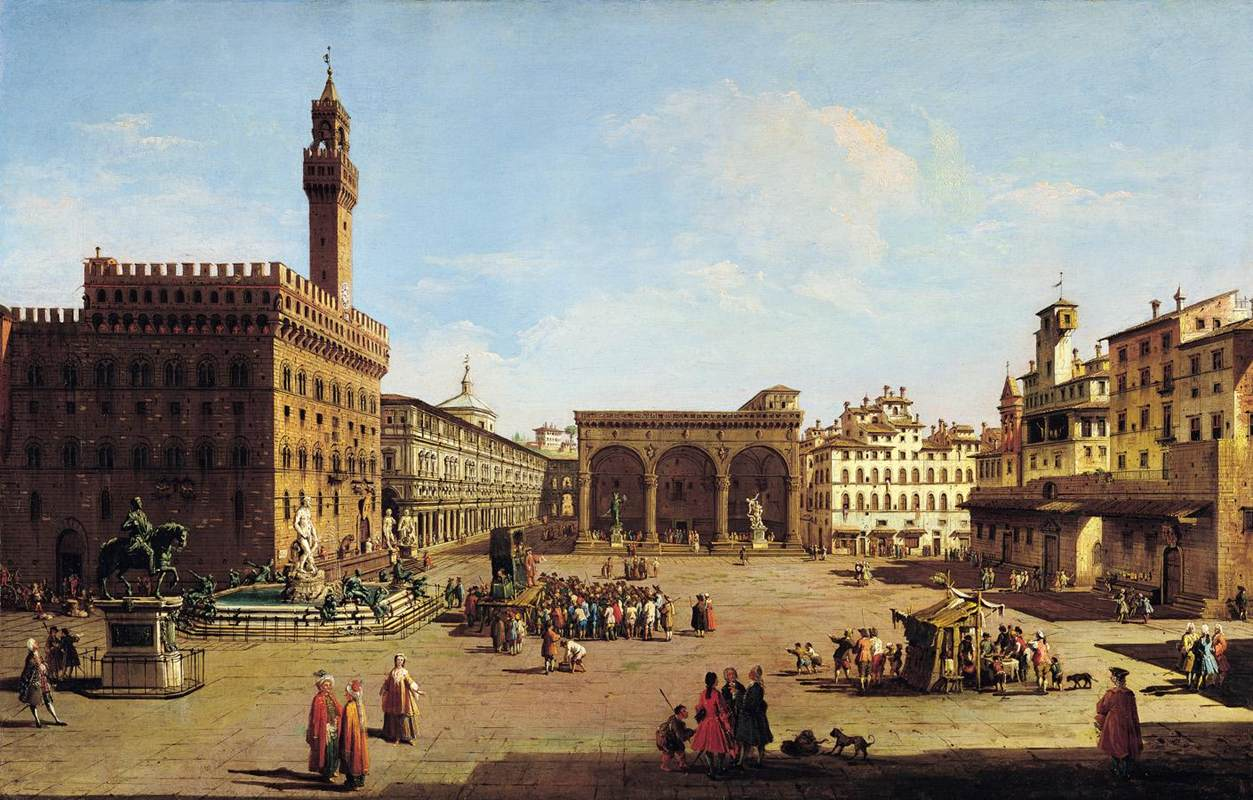
La Plaza de la Señoría de Florencia, óleo de Zocchi.

## Carrera
Hubo de formarse en Florencia con el pintor Ranieri del Pace y en 1737 ganó el premio para jóvenes estudiantes de pintura que otorgaba la Academia florentina, en la que sería admitido como aprendiz en 1741. 
Tras la muerte de su maestro Del Pace en 1738, Zocchi recibió el apoyo del escritor Francesco Maria Niccolò Gaburri y del acaudalado marqués Andrea Gerini, gracias al cual pudo completar su aprendizaje estudiando Perspectiva y visitando Roma, Bolonia y urbes del norte de Italia. 

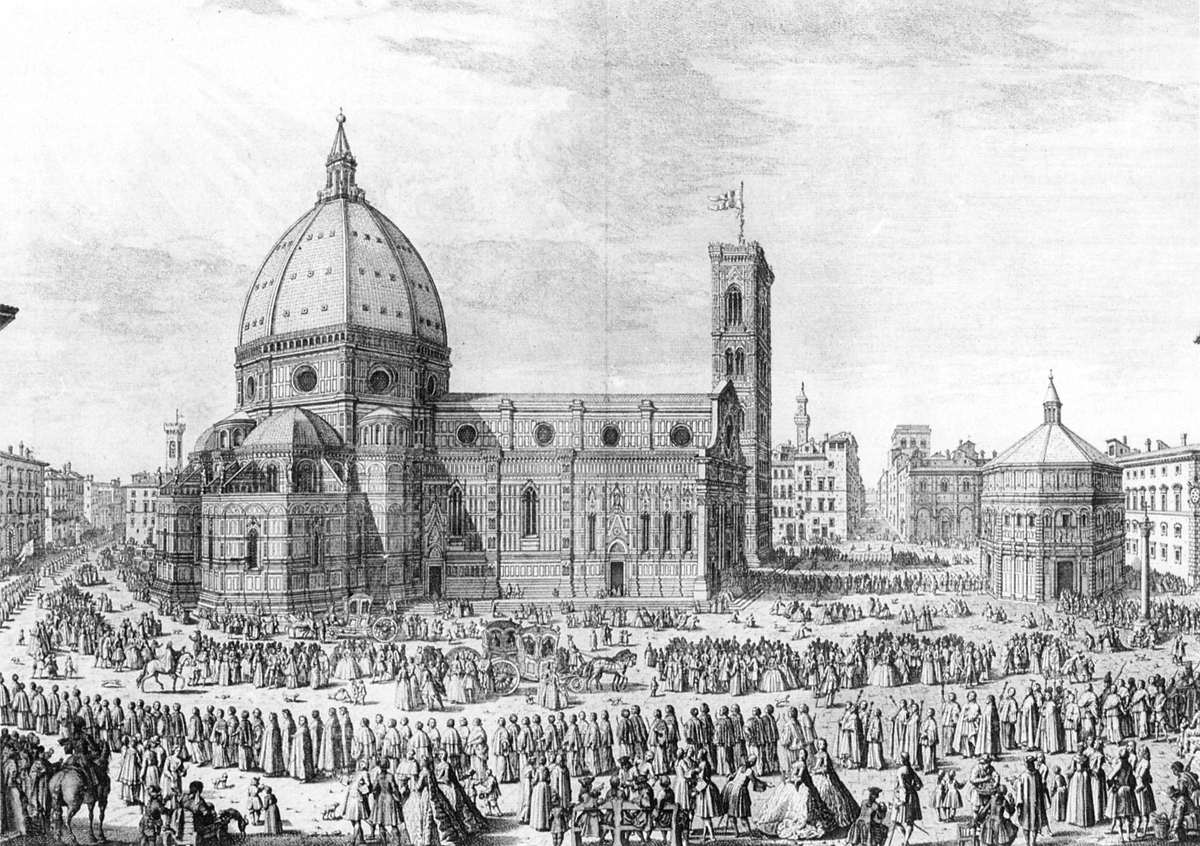
La catedral de Santa Maria De Fiori de Florencia, grabado de Zocchi.

Hacia 1739-41 viajó a Venecia, donde siguió formándose con Joseph Wagner y aprendió a grabar. Publicó su obra más famosa en 1744: una doble serie de grabados, "Selección de 24 Vistas de los principales distritos, plazas, iglesias y palacios de la ciudad de Florencia" y "Vistas de villas y lugares de la Toscana". Los dibujos originales para estas planchas se conservan en Nueva York (Biblioteca y Museo Morgan). También grabó diversos diseños de Guercino a petición de su propietario, el británico William Kent; su colección se dispersó en 1762 por lo que los grabados de Zocchi son anteriores a esa fecha. El Museo Británico de Londres custodia al menos algunos de los dibujos de Guercino y ejemplares de grabados de Zocchi.
Zocchi es ahora recordado por sus "vedutas", pero fue igualmente diestro pintando figuras; retrató a su protector Gerini (Museo Correr de Venecia) y en 1751 pintó unos murales religiosos en el Palacio Arzobispal de Pisa. Sus paisajes con personajes se equipararon a los de Canaletto y en su época se dijo que Zocchi hacía las figuras «perfectamente diseñadas y quizá algo más delicadas en los tonos». Ejemplo de ello es una Vista de Florencia y el río Arno (España, Colección Carmen Thyssen-Bornemisza). 
A partir de 1750 colaboró con la "Galleria dei labori di pietre dure" de Florencia y en 1754 fue contratado como grabador oficial del emperador Francisco de Habsburgo-Lorena. Zocchi murió en una epidemia de peste el 22 de junio de 1767.